# Ophioplax clarimundae
Ophioplax clarimundae is een slangster uit de familie Ophiochitonidae.
De wetenschappelijke naam van de soort werd in 1970 gepubliceerd door Luiz Roberto Tommasi.